# Термозбіжна плівка

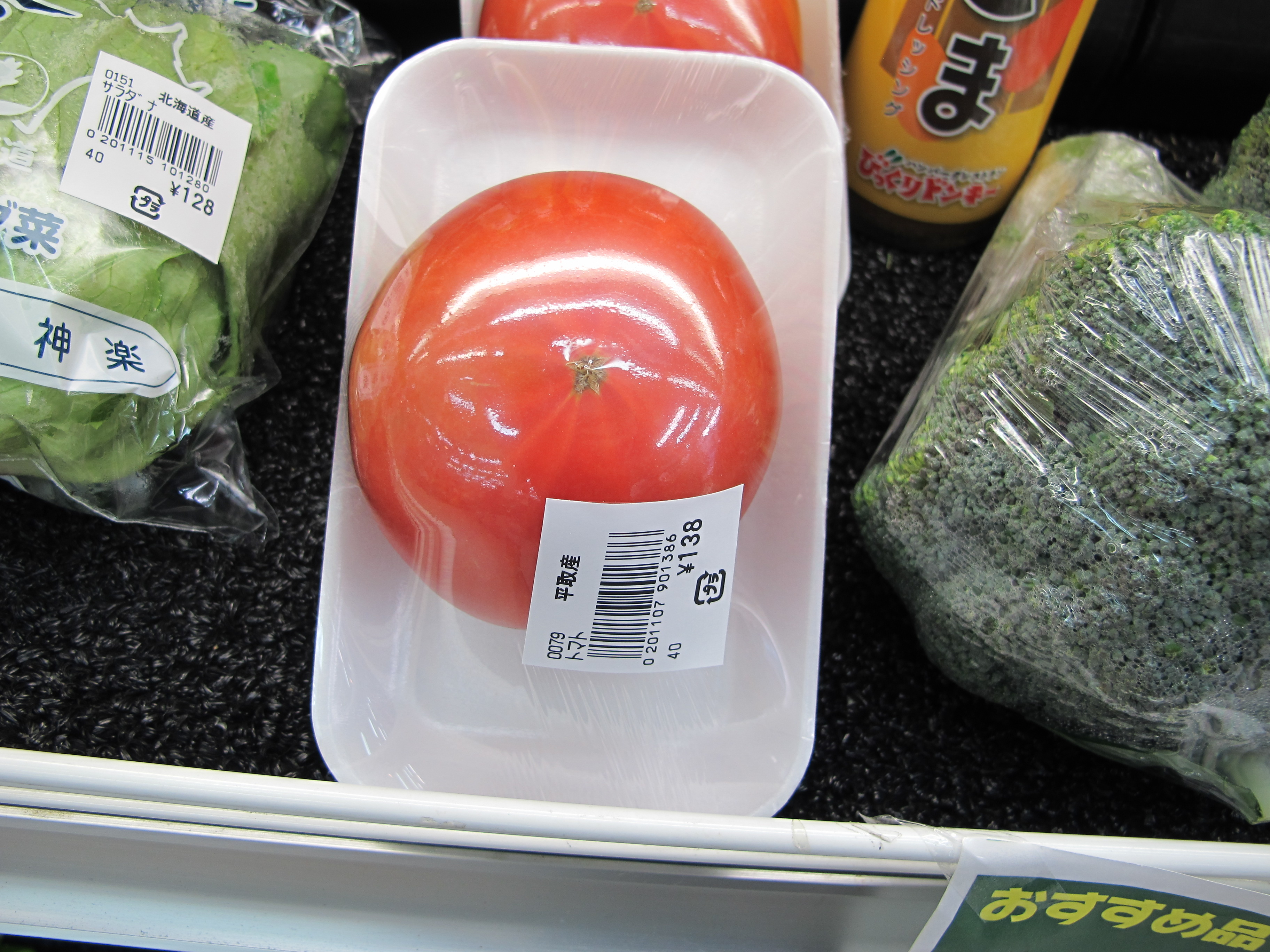
Овочі, загорнуті в термозбіжну плівку.

Термозбіжна плівка — це різновид плівки, яка під впливом температури зменшується у розмірах і набуває форму товару, що пакується. Цей матеріал широко використовується в пакувальній індустрії для захисту та збереження продукції.

## Типи термозбіжної плівки за видами матеріалу
1. Плівка поліетиленова
  - Плівка поліетиленова є найбільш еластичною та міцною, має здатність відштовхувати вологу. Виробляється методом екструзії з подальшим пневматичним розтягуванням. Плівка-рукав — це двошарова плівка, яка обгортає продукцію і запаюється з обох боків.
2. Полівінілхлоридна плівка (ПВХ)
  - Полівінілхлоридна плівка володіє відмінними фізичними та механічними властивостями. Вона легко адаптується до форми товару, стійка до механічних впливів та перешкоджає попаданню сторонніх речовин, що забезпечує свіжість продуктів на тривалий час.
3. Поліолефінова плівка
  - Поліолефінова плівка виготовляється з поліпропілену та його складових. Вона здатна витримувати механічні впливи, є безпечною, не рветься, легко адаптується до температурних коливань і не виділяє шкідливих речовин.[2]

## Сфери застосування термозбіжної плівки

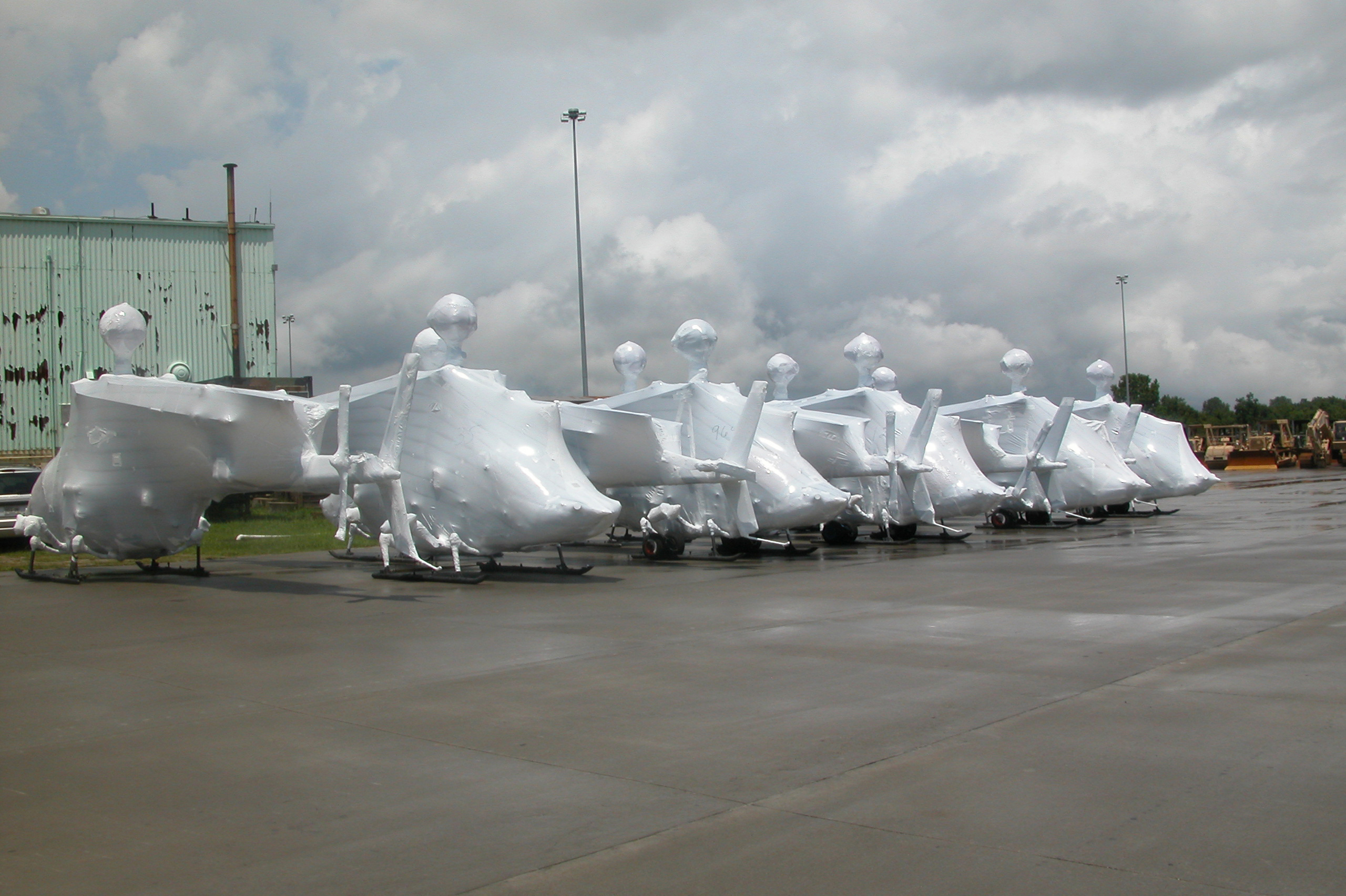
Армійські гелікоптери OH-58 Kiowa Warrior упаковані в термоусадочну упаковку.jpg

Термозбіжні плівки широко використовуються для пакування харчової продукції, такої як кондитерські вироби, м'ясо, птиця, напівфабрикати, молочні продукти, напої, пляшки, банки тощо. Вони також застосовуються для пакування непродовольчих товарів: паперової продукції, товарів металообробної, радіоелектронної та легкої промисловості, хімічних та парфумерних товарів, будівельних матеріалів.

## Виробництво термозбіжної поліетиленової плівки
Виробництво термозбіжної поліетиленової плівки — це складний процес, що включає підготовку сировини (зазвичай поліетилену високого тиску у вигляді гранул), розплавлення сировини в екструдерах, роздування плівки до необхідного розміру та товщини, нагрівання і розтягнення для збільшення міцності, охолодження та обрізання на потрібні розміри. Готову плівку упаковують в рулони для подальшого використання.

## Основні переваги термозбіжної плівки
- Відмінна прозорість і блиск: Плівка надає товару презентабельний вигляд.
- Відповідність санітарно-гігієнічним вимогам: Плівка безпечна для контакту з харчовими продуктами.
- Збільшення терміну зберігання продукції: Зберігає свіжість, смак, колір і запах продуктів.
- Захист від зовнішніх впливів: Плівка захищає продукцію від вологи, пилу та механічних пошкоджень.
- Запобігання несанкціонованому розкриттю: Плівка забезпечує додатковий захист від розкриття товару.
- Низька температура зварювання і усадки: Економія енергії під час пакування.[5]

## Технічні характеристики
Термозбіжна плівка має декілька ключових технічних характеристик, що визначають її придатність для різних сфер застосування. Основними з них є:
1. Коефіцієнт усадки: Це відношення лінійних розмірів до і після термоусадки. Від цього параметра залежить, наскільки плівка зменшиться під впливом температури і як щільно вона обгорне продукт.
2. Напруження усадки: Напруження, що виникає в плівці під час її нагрівання. Цей параметр залежить від товщини плівки, матеріалу, температури та тривалості нагрівання. Чим вища температура нагріву, тим менше часу потрібно для усадки.
3. Температура усадки: Температура, при якій плівка починає зменшуватися у розмірах. Зазвичай цей показник варіюється від 80 до 120°C залежно від типу матеріалу.
4. Товщина плівки: Визначає міцність і здатність плівки витримувати механічні навантаження. Залежно від застосування, товщина може бути різною.
5. Прозорість і блиск: Важливі характеристики для презентабельності товару. Плівка з високою прозорістю та блиском робить продукт більш привабливим для споживачів.
6. Міцність на розрив: Показник, що визначає здатність плівки витримувати розтягування без розривів. Це особливо важливо для забезпечення цілісності упаковки під час транспортування та зберігання.
7. Паропроникність: Здатність плівки пропускати водяну пару. Це важливо для зберігання певних видів харчових продуктів, щоб уникнути конденсації вологи всередині упаковки.
8. Стійкість до температурних коливань: Плівка повинна зберігати свої властивості при зміні температур, особливо при зберіганні на холоді або нагріванні.
9. Зварювальний шов: Якість та міцність шва, утвореного під час запаювання плівки. Це важливий показник для забезпечення герметичності упаковки.
10. Стійкість до жирів та хімічних речовин: Деякі види плівки повинні бути стійкими до впливу жирів та хімічних речовин, щоб зберегти свої властивості при контакті з відповідними продуктами.[6][7][8]